# Sarcinodes debitaria
Sarcinodes debitaria là một loài bướm đêm trong họ Geometridae.